# Liste der Gemeinden im Landkreis Ravensburg

Karte des Landkreises Ravensburg

Die Liste der Gemeinden im Landkreis Ravensburg gibt einen Überblick über die 39 kleinsten Verwaltungseinheiten des Landkreises. Acht der Gemeinden sind Städte. Ravensburg, Wangen im Allgäu, Weingarten, Leutkirch im Allgäu und Bad Waldsee haben den Titel Große Kreisstadt und sind Mittelstädte, die anderen drei, Isny im Allgäu, Bad Wurzach und Aulendorf, sind Kleinstädte.
In seiner heutigen Form entstand der Landkreis Ravensburg im Zuge der im Jahr 1973 durchgeführten Kreisreform. Der Landkreis entstand dabei aus den ehemaligen Landkreisen Ravensburg und Wangen, 14 Gemeinden des Landkreises Saulgau, zwei Gemeinden des Landkreises Biberach und jeweils einer Gemeinde, die bis 1969 zum Landkreis Sigmaringen beziehungsweise zum Landkreis Überlingen gehörte.

## Beschreibung
Weiter gegliedert werden kann der Landkreis in folgende Vereinbarten Verwaltungsgemeinschaften (VVG) und Gemeindeverwaltungsverbände (GVB):
- GVB Altshausen mit den Gemeinden Altshausen, Boms, Ebenweiler, Ebersbach-Musbach, Eichstegen, Fleischwangen, Guggenhausen, Hoßkirch, Königseggwald, Riedhausen und Unterwaldhausen;
- VVG Bad Waldsee mit der Stadt Bad Waldsee und der Gemeinde Bergatreute;
- GVB Gullen mit den Gemeinden Grünkraut, Bodnegg, Schlier und Waldburg;
- VVG Leutkirch im Allgäu mit der Stadt Leutkirch im Allgäu und den Gemeinden Aichstetten und Aitrach;
- GVB Mittleres Schussental mit den Städten Ravensburg und Weingarten und den Gemeinden Baienfurt, Baindt und Berg;
- VVG Vogt mit den Gemeinden Vogt und Wolfegg;
- VVG Wangen im Allgäu mit der Stadt Wangen im Allgäu und den Gemeinden Achberg und Amtzell;
- VVG Wilhelmsdorf mit den Gemeinden Wilhelmsdorf und Horgenzell;
- GVB Fronreute-Wolpertswende mit den Gemeinden Wolpertswende und Fronreute;

Die Städte Aulendorf, Bad Wurzach und Isny im Allgäu sind wie die Gemeinden Argenbühl und Kißlegg nicht Mitglied einer Verwaltungsgemeinschaft beziehungsweise eines Gemeindeverwaltungsverbandes.
Der Landkreis hat eine Gesamtfläche von 1631,81 km². Die größte Fläche innerhalb des Landkreises hat die Stadt Bad Wurzach mit 182,26 km². Es folgen die Städte Leutkirch im Allgäu mit 174,95 km², Bad Waldsee mit 108,54 km² und Wangen im Allgäu mit 101,28 km². Sechs Gemeinden haben eine Fläche zwischen 50 und 100 km², darunter die Städte Ravensburg, Isny im Allgäu und Aulendorf. Eine Gemeinde hat eine Fläche von über 40 km², sechs Gemeinden haben eine Fläche von über 30 km², neun Gemeinden sind über 20 km² groß, sieben Gemeinden sind über 10 km² groß, darunter die Stadt Weingarten und sechs Gemeinden sind kleiner als 10 km². Die kleinsten Flächen haben die Gemeinden Königseggwald mit 6,85 km², Fleischwangen mit 5,8 km² und Unterwaldhausen mit 4,11 km².
Den größten Anteil an der Bevölkerung des Landkreises von 291.102 Einwohnern haben die Großen Kreisstädte Ravensburg mit 50.628 Einwohnern, Wangen im Allgäu mit 28.412 Einwohnern, Weingarten mit 24.940 Einwohnern, Leutkirch im Allgäu mit 24.226 Einwohnern und Bad Waldsee mit 20.838 Einwohnern. Die Städte Bad Wurzach, Isny im Allgäu und Aulendorf haben über 10.000 Einwohner. Sechs Gemeinden, darunter Kißlegg haben über 5.000 Einwohner. 17 Gemeinden, haben zwischen 1.000 und 5.000 Einwohner. Die restlichen acht Gemeinden haben unter 1.000 Einwohner. Die drei von der Einwohnerzahl her kleinsten Gemeinden sind Eichstegen mit 533 Einwohnern, Unterwaldhausen mit 279 und Guggenhausen mit 193 Einwohnern.
Der gesamte Landkreis Ravensburg hat eine Bevölkerungsdichte von 178 Einwohnern pro km². Die größte Bevölkerungsdichte innerhalb des Kreises haben die Städte Weingarten mit 2049 Einwohnern pro km² und Ravensburg mit 550, gefolgt von der Gemeinde Baienfurt mit 461. Vier Gemeinden haben eine Bevölkerungsdichte von über 200, darunter die Stadt Wangen im Allgäu. Weitere vier, darunter die Städte Aulendorf, Bad Waldsee und Isny im Allgäu haben eine höhere Bevölkerungsdichte als der Landkreisdurchschnitt von 178. In zwölf Gemeinden, darunter die Stadt Leutkirch im Allgäu, ist die Bevölkerungsdichte zwar niedriger als der Landkreisdurchschnitt aber noch höher als 100. Die restlichen 16 Gemeinden, darunter die Stadt Bad Wurzach, haben eine Bevölkerungsdichte unter 100 Einwohner pro km². Die am dünnsten besiedelten Gemeinden sind Hoßkirch mit 47, Eichstegen mit 37 und Guggenhausen mit 23 Einwohnern pro km².

## Legende
- Gemeinde: Name der Gemeinde beziehungsweise Stadt und Angabe, zu welchem Landkreis der namensgebende Ort der Gemeinde vor der Gebietsreform gehörte
- Teilorte: Aufgezählt werden die ehemals selbständigen Gemeinden der Verwaltungseinheit. Dazu ist das Jahr der Eingemeindung angegeben. Bei den Teilorten, die vor der Gebietsreform zu einem anderen Landkreis gehörten als der Hauptort der heutigen Gemeinde, ist auch dieses vermerkt
- VVG / GVB: Zeigt die Zugehörigkeit zu einer der Verwaltungsgemeinschaften beziehungsweise des Gemeindeverwaltungsverbandes
- Wappen: Wappen der Gemeinde beziehungsweise Stadt
- Karte: Zeigt die Lage der Gemeinde beziehungsweise Stadt im Landkreis
- Fläche: Fläche der Stadt beziehungsweise Gemeinde, angegeben in Quadratkilometer
- Einwohner: Zahl der Menschen die in der Gemeinde beziehungsweise Stadt leben (Stand: 31. Dezember 2024[1])
- EW-Dichte: Angegeben ist die Einwohnerdichte, gerechnet auf die Fläche der Verwaltungseinheit, angegeben in Einwohner pro km² (Stand: 31. Dezember 2024[2])
- Höhe: Höhe der namensgebenden Ortschaft beziehungsweise Stadt in Meter über Normalnull
- Bild: Bild aus der jeweiligen Gemeinde beziehungsweise Stadt

## Gemeinden
| Gemeinde | Teilorte | VVG / GVB                   | Wappen                                | Karte                                                       | Fläche   | Einwohner | EW- Dichte | Höhe | Bild |
| --- | --- | --------------------------- | ------------------------------------- | ----------------------------------------------------------- | -------- | --------- | ---------- | ---- | --- |
| Landkreis Ravensburg | |                             | Wappen des Landkreises Ravensburg     | Der Landkreis Ravensburg                                    | 1.631,81 | 291.102   | 178        |      | |
| Achberg (gehörte bis 1969 zum Landkreis Sigmaringen – war eine Exklave; von 1969 bis zur Gebietsreform: Teil des Landkreises Wangen) | Achberg | VVG Wangen im Allgäu        | Wappen der Gemeinde Achberg           | Lage der Gemeinde Achberg im Landkreis Ravensburg           | 12,92    | 1.709     | 132        | 505  | |
| Aichstetten (gehörte vor der Gebietsreform zum Landkreis Wangen)                                                                     | Aichstetten Altmannshofen (1971) | VVG Leutkirch im Allgäu     | Wappen der Gemeinde Aichstetten       | Lage der Gemeinde Aichstetten im Landkreis Ravensburg       | 33,75    | 2.874     | 85         | 618  | Blick auf Aichstetten |
| Aitrach (gehörte vor der Gebietsreform zum Landkreis Wangen)                                                                         | Aitrach | VVG Leutkirch im Allgäu     | Wappen der Gemeinde Aitrach           | Lage der Gemeinde Aitrach im Landkreis Ravensburg           | 30,2     | 3.028     | 100        | 596  | Pfarrkirche in Aitrach |
| Altshausen (gehörte vor der Gebietsreform zum Landkreis Saulgau)                                                                     | Altshausen | GVB Altshausen              | Wappen der Gemeinde Altshausen        | Lage der Gemeinde Altshausen im Landkreis Ravensburg        | 20,48    | 3.999     | 195        | 594  | Torgebäude des Schlosses Altshausen                                                                                                |
| Amtzell (gehörte vor der Gebietsreform zum Landkreis Wangen)                                                                         | Amtzell | VVG Wangen im Allgäu        | Wappen der Gemeinde Amtzell           | Lage der Gemeinde Amtzell im Landkreis Ravensburg           | 30,56    | 4.223     | 138        | 556  | Altes Schloss in Amtzell |
| Argenbühl (alle Teilorte gehörten vor der Gebietsreform zum Landkreis Wangen)                                                        | Christazhofen Eglofs Eisenharz Göttlishofen Ratzenried Siggen (Zusammenschluss 1972) |                             | Wappen der Gemeinde Argenbühl         | Lage der Gemeinde Argenbühl im Landkreis Ravensburg         | 76,37    | 6.726     | 88         | 681  | Dorfplatz in Eglofs |
| Aulendorf (Stadt) (gehörte vor der Gebietsreform zum Landkreis Ravensburg)                                                           | Aulendorf Blönried (1972) Tannhausen (1972) Zollenreute (1972) |                             | Wappen der Stadt Aulendorf            | Lage der Stadt Aulendorf im Landkreis Ravensburg            | 52,36    | 10.417    | 199        | 576  | Aulendorf – Schloss und Mühlrad der Herrenmühle                                                                                    |
| Bad Waldsee (Große Kreisstadt) (gehörte vor der Gebietsreform zum Landkreis Ravensburg)                                              | Bad Waldsee Gaisbeuren (1971) Haisterkirch (1975) Michelwinnaden (1975) Mittelurbach (1971; Gemeinde hieß bis 1958 Unterurbach) Reute (1971) | VVG Bad Waldsee             | Wappen der Stadt Bad Waldsee          | Lage der Stadt Bad Waldsee im Landkreis Ravensburg          | 108,54   | 20.838    | 192        | 588  | Blick über den Stadtsee – die „Visitenkarte“ der Stadt – auf die Altstadt mit der Stiftskirche St. Peter · Stiftskirche St. Peter  |
| Bad Wurzach (Stadt) (gehörte vor der Gebietsreform zum Landkreis Wangen)                                                             | Bad Wurzach Arnach (1972) Dietmanns (1973; gehörte vor der Gebietsreform zum Landkreis Biberach) Eintürnen (1972) Gospoldshofen (1972) Haidgau (1973; gehörte vor der Gebietsreform zum Landkreis Ravensburg) Hauerz (1972) Seibranz (1975) Unterschwarzach (1975; gehörte vor der Gebietsreform zum Landkreis Biberach) Ziegelbach (1972) |                             | Wappen der Stadt Bad Wurzach          | Lage der Stadt Bad Wurzach im Landkreis Ravensburg          | 182,26   | 14.942    | 82         | 654  | Bad Wurzach: Schloss und Stadtbrunnen · im Wurzacher Ried – eines der größten noch intakten Hochmoorgebiete Mitteleuropas          |
| Baienfurt (gehörte vor der Gebietsreform zum Landkreis Ravensburg)                                                                   | Baienfurt | GVB Mittleres Schussental   | Wappen der Gemeinde Baienfurt         | Lage der Gemeinde Baienfurt im Landkreis Ravensburg         | 16,02    | 7.382     | 461        | 459  | „Kardelhannes“ der Narrenzunft Henkerhaus                                                                                          |
| Baindt (gehörte vor der Gebietsreform zum Landkreis Ravensburg)                                                                      | Baindt | GVB Mittleres Schussental   | Wappen der Gemeinde Baindt            | Lage der Gemeinde Baindt im Landkreis Ravensburg            | 23,07    | 5.269     | 228        | 483  | Baindt mit dem ehemaligen Kloster Baindt, 1889 gezeichnet vom Baindter Maurermeister Bonifaz Schützbach nach einer älteren Vorlage |
| Berg (gehörte vor der Gebietsreform zum Landkreis Ravensburg)                                                                        | Berg | GVB Mittleres Schussental   | Wappen der Gemeinde Berg              | Lage der Gemeinde Berg im Landkreis Ravensburg              | 28,41    | 4.408     | 155        | 515  | Kloster Kellenried |
| Bergatreute (gehörte vor der Gebietsreform zum Landkreis Ravensburg)                                                                 | Bergatreute | VVG Bad Waldsee             | Wappen der Gemeinde Bergatreute       | Lage der Gemeinde Bergatreute im Landkreis Ravensburg       | 23,16    | 3.181     | 137        | 606  | Bergatreute: Löffelmühle |
| Bodnegg (gehörte vor der Gebietsreform zum Landkreis Ravensburg)                                                                     | Bodnegg | GVB Gullen                  | Wappen der Gemeinde Bodnegg           | Lage der Gemeinde Bodnegg im Landkreis Ravensburg           | 24,56    | 3.235     | 132        | 620  | Bodnegg – Hopfenanbau |
| Boms (gehörte vor der Gebietsreform zum Landkreis Saulgau)                                                                           | Boms | GVB Altshausen              | Wappen der Gemeinde Boms              | Lage der Gemeinde Boms im Landkreis Ravensburg              | 9,55     | 717       | 75         | 638  | Boms – Kirche und Rathaus |
| Ebenweiler (gehörte vor der Gebietsreform zum Landkreis Saulgau)                                                                     | Ebenweiler | GVB Altshausen              | Wappen der Gemeinde Ebenweiler        | Lage der Gemeinde Ebenweiler im Landkreis Ravensburg        | 10,13    | 1.359     | 134        | 592  | Ortsansicht von Ebenweiler |
| Ebersbach-Musbach (gehörte vor der Gebietsreform zum Landkreis Saulgau)                                                              | Ebersbach Musbach (Zusammenschluss von Ebersbach und Musbach im Jahr 1971) Geigelbach (1967: Zusammenschluss von Musbach und Geigelbach) | GVB Altshausen              | Wappen der Gemeinde Ebersbach-Musbach | Lage der Gemeinde Ebersbach-Musbach im Landkreis Ravensburg | 26,86    | 1.680     | 63         | 580  | Pfarrscheuer in Ebersbach |
| Eichstegen (gehörte vor der Gebietsreform zum Landkreis Saulgau)                                                                     | Eichstegen | GVB Altshausen              | Wappen der Gemeinde Eichstegen        | Lage der Gemeinde Eichstegen im Landkreis Ravensburg        | 14,24    | 533       | 37         | 600  | |
| Fleischwangen (gehörte vor der Gebietsreform zum Landkreis Saulgau)                                                                  | Fleischwangen | GVB Altshausen              | Wappen der Gemeinde Fleischwangen     | Lage der Gemeinde Fleischwangen im Landkreis Ravensburg     | 5,8      | 651       | 112        | 628  | Fleischwangen – Pfarrkirche St. Felix und Adauctus                                                                                 |
| Fronreute (gehörte vor der Gebietsreform zum Landkreis Ravensburg)                                                                   | Fronhofen Blitzenreute (Zusammenschluss 1972) | GVB Fronreute-Wolpertswende | Wappen der Gemeinde Fronreute         | Lage der Gemeinde Fronreute im Landkreis Ravensburg         | 48,08    | 4.983     | 104        | 594  | Ortsansicht von Fronhofen mit der Kirche und der Turmruine                                                                         |
| Grünkraut (gehörte vor der Gebietsreform zum Landkreis Ravensburg)                                                                   | Grünkraut | GVB Gullen                  | Wappen der Gemeinde Grünkraut         | Lage der Gemeinde Grünkraut im Landkreis Ravensburg         | 17,16    | 3.105     | 181        | 601  | Naturschutzgebiet Wasenmoos bei Grünkraut                                                                                          |
| Guggenhausen (gehörte vor der Gebietsreform zum Landkreis Saulgau)                                                                   | Guggenhausen | GVB Altshausen              | Wappen der Gemeinde Guggenhausen      | Lage der Gemeinde Guggenhausen im Landkreis Ravensburg      | 8,25     | 193       | 23         | 637  | |
| Horgenzell (gehörte vor der Gebietsreform zum Landkreis Ravensburg)                                                                  | Hasenweiler Kappel Wolketsweiler Zogenweiler (Zusammenschluss 1972; Horgenzell war ein Ortsteil von Wolketsweiler) | VVG Wilhelmsdorf            | Wappen der Gemeinde Horgenzell        | Lage der Gemeinde Horgenzell im Landkreis Ravensburg        | 56,16    | 5.436     | 97         | 620  | Horgenzell – Pfarrhaus |
| Hoßkirch (gehörte vor der Gebietsreform zum Landkreis Saulgau)                                                                       | Hoßkirch Hüttenreute (1970) | GVB Altshausen              | Wappen der Gemeinde Hoßkirch          | Lage der Gemeinde Hoßkirch im Landkreis Ravensburg          | 15,81    | 736       | 47         | 635  | |
| Isny im Allgäu (Stadt) (gehörte vor der Gebietsreform zum Landkreis Wangen)                                                          | Isny im Allgäu Beuren (1972) Großholzleute (1972) Neutrauchburg (1972) Rohrdorf (1972) |                             | Wappen der Stadt Isny im Allgäu       | Lage der Stadt Isny im Allgäu im Landkreis Ravensburg       | 85,37    | 15.145    | 177        | 704  | Isny – Wassertor, St. Nikolai (evangelisch), St. Georg (katholisch), Stadtmauer · Kastell Vemania bei Isny                         |
| Kißlegg (gehörte vor der Gebietsreform zum Landkreis Wangen)                                                                         | Kißlegg Immenried (1972) Waltershofen (1972) |                             | Wappen der Gemeinde Kißlegg           | Lage der Gemeinde Kißlegg im Landkreis Ravensburg           | 92,4     | 9.530     | 103        | 661  | Kisslegg – Ortsmitte · „Heiliger Stein“ bei Waltershofen                                                                           |
| Königseggwald (gehörte vor der Gebietsreform zum Landkreis Saulgau)                                                                  | Königseggwald | GVB Altshausen              | Wappen der Gemeinde Königseggwald     | Lage der Gemeinde Königseggwald im Landkreis Ravensburg     | 6,85     | 681       | 99         | 661  | Narrenverein „Schwarz Vere“ Königseggwald, Narrenfigur: Räuber                                                                     |
| Leutkirch im Allgäu (Große Kreisstadt) (gehörte vor der Gebietsreform zum Landkreis Wangen)                                          | Leutkirch im Allgäu Diepoldshofen (1972) Friesenhofen (1972) Gebrazhofen (1972) Herlazhofen (1972) Hofs (1972) Reichenhofen (1972) Winterstetten (1972) Wuchzenhofen (1972) | VVG Leutkirch im Allgäu     | Wappen der Stadt Leutkirch im Allgäu  | Lage der Stadt Leutkirch im Allgäu im Landkreis Ravensburg  | 174,95   | 24.226    | 138        | 654  | Leutkirch – Pulverturm und Kirche St. Georg · Schloss Zeil bei Leutkirch im Allgäu:Pfarrkirche (ehem. Stiftskirche) St. Maria      |
| Ravensburg (Große Kreisstadt) (gehörte vor der Gebietsreform zum Landkreis Ravensburg)                                               | Ravensburg Adelsreute (1974; gehörte bis 1969 zum Landkreis Überlingen – war eine Exklave) Eschach (1974) Schmalegg (1972) Taldorf (1972) | GVB Mittleres Schussental   | Wappen der Stadt Ravensburg           | Lage der Stadt Ravensburg im Landkreis Ravensburg           | 92,04    | 50.628    | 550        | 450  | Ravensburg – Blick auf die Weststadt mit dem Obertor und dem „Mehlsack“ · Ravensburg – Blaserturm (Blick vom Gespinstmarkt)        |
| Riedhausen (gehörte vor der Gebietsreform zum Landkreis Saulgau)                                                                     | Riedhausen | GVB Altshausen              | Wappen der Gemeinde Riedhausen        | Lage der Gemeinde Riedhausen im Landkreis Ravensburg        | 8,42     | 838       | 100        | 631  | Riedhausen – Pfarrkirche St. Michael                                                                                               |
| Schlier (gehörte vor der Gebietsreform zum Landkreis Ravensburg)                                                                     | Schlier | GVB Gullen                  | Wappen der Gemeinde Schlier           | Lage der Gemeinde Schlier im Landkreis Ravensburg           | 32,58    | 4.054     | 124        | 596  | Schlier – Dorfweiher |
| Unterwaldhausen (gehörte vor der Gebietsreform zum Landkreis Saulgau)                                                                | Unterwaldhausen | GVB Altshausen              | Wappen der Gemeinde Unterwaldhausen   | Lage der Gemeinde Unterwaldhausen im Landkreis Ravensburg   | 4,11     | 279       | 68         | 649  | Unterwaldhausen – Pfarrkirche Allerheiligen                                                                                        |
| Vogt (gehörte vor der Gebietsreform zum Landkreis Ravensburg)                                                                        | Vogt | VVG Vogt                    | Wappen der Gemeinde Vogt              | Lage der Gemeinde Vogt im Landkreis Ravensburg              | 22,31    | 4.717     | 211        | 681  | Fachwerkhaus in Vogt |
| Waldburg (gehörte vor der Gebietsreform zum Landkreis Ravensburg)                                                                    | Waldburg | GVB Gullen                  | Wappen der Gemeinde Waldburg          | Lage der Gemeinde Waldburg im Landkreis Ravensburg          | 22,7     | 3.267     | 144        | 723  | Die Waldburg – die Stammburg des Truchsessen- und Reichsfürstengeschlechts Waldburg                                                |
| Wangen im Allgäu (Große Kreisstadt) (gehörte vor der Gebietsreform zum Landkreis Wangen)                                             | Wangen im Allgäu Deuchelried (1972) Karsee (1972) Leupolz (1973) Neuravensburg (1972) Niederwangen (1972) Schomburg (1972) | VVG Wangen im Allgäu        | Wappen der Stadt Wangen im Allgäu     | Lage der Stadt Wangen im Allgäu im Landkreis Ravensburg     | 101,28   | 28.412    | 281        | 556  | Ravensburger Tor in Wangen · Ruine Neuravensburg                                                                                   |
| Weingarten (Große Kreisstadt) (gehörte vor der Gebietsreform zum Landkreis Ravensburg)                                               | Weingarten | GVB Mittleres Schussental   | Wappen der Stadt Weingarten           | Lage der Stadt Weingarten im Landkreis Ravensburg           | 12,17    | 24.940    | 2.049      | 485  | Blick auf die Basilika Weingarten · Blutritt Weingarten                                                                            |
| Wilhelmsdorf (gehörte vor der Gebietsreform zum Landkreis Ravensburg)                                                                | Wilhelmsdorf Esenhausen (1973) Pfrungen (1973) Zußdorf (1973) | VVG Wilhelmsdorf            | Wappen der Gemeinde Wilhelmsdorf      | Lage der Gemeinde Wilhelmsdorf im Landkreis Ravensburg      | 38,1     | 4.813     | 126        | 616  | Wilhelmsdorf – Museum für bäuerliches Handwerk und Kultur                                                                          |
| Wolfegg (gehörte vor der Gebietsreform zum Landkreis Ravensburg)                                                                     | Wolfegg | VVG Vogt                    | Wappen der Gemeinde Wolfegg           | Lage der Gemeinde Wolfegg im Landkreis Ravensburg           | 39,49    | 3.861     | 98         | 672  | Blick in die Chorkuppel der Pfarrkirche St. Katharina · Haus Füssinger im Bauernhaus-Museum Wolfegg                                |
| Wolpertswende (gehörte vor der Gebietsreform zum Landkreis Ravensburg)                                                               | Wolpertswende | GVB Fronreute-Wolpertswende | Wappen der Gemeinde Wolpertswende     | Lage der Gemeinde Wolpertswende im Landkreis Ravensburg     | 26,35    | 4.087     | 155        | 569  | Wolpertswende vom Hatzenturm aus gesehen                                                                                           |